# Textilfunde von Herjolfsnæs

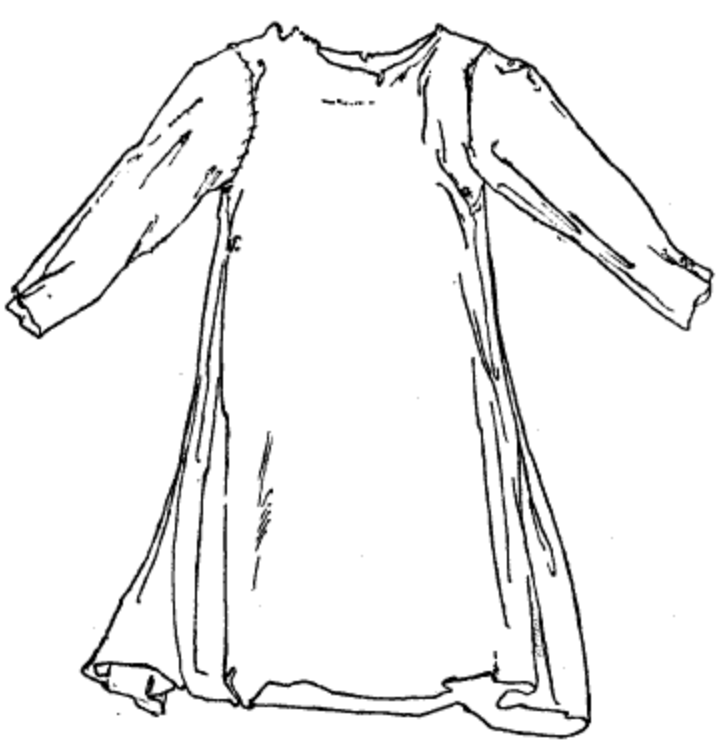
Tunika aus Herjolfsnæs, vor 1400.

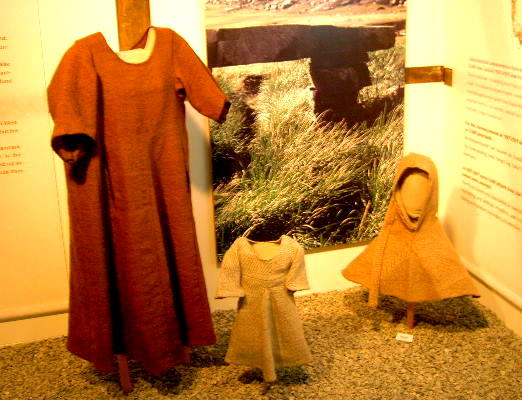
Rekonstruktionen von Tunika, Kindertunika und Gugel, Grönländisches Nationalmuseum Nuuk.

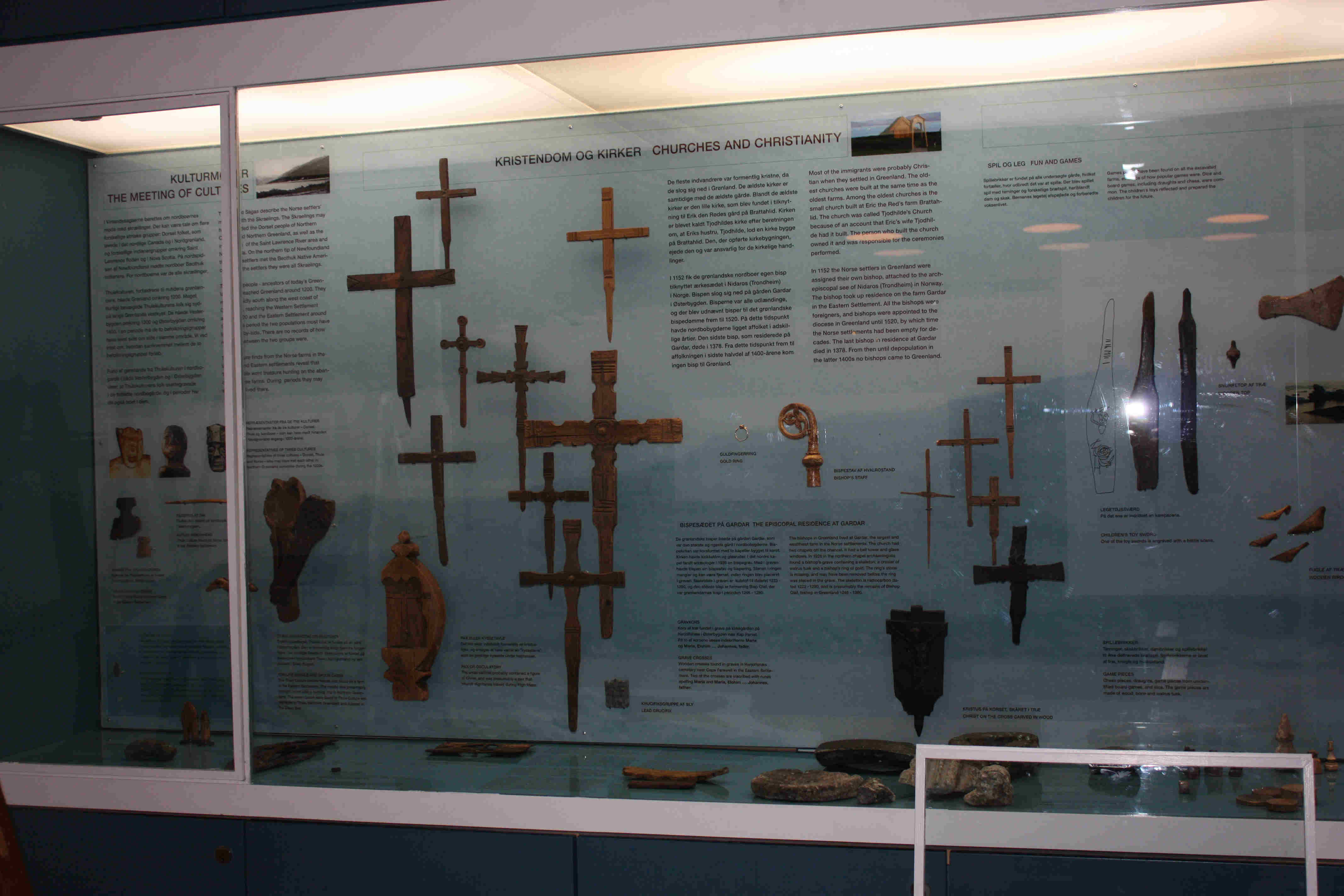
Memorialkreuze, Dänisches Nationalmuseum Kopenhagen.

Die Textilfunde von Herjolfsnæs sind ein Ensemble mittelalterlicher Kleidungsstücke, die im Dänischen Nationalmuseum in Kopenhagen aufbewahrt werden. Sie stammen vom Friedhof in Herjolfsnæs, Østerbygd, Grönland und datieren etwa aus der Zeit von 1300 bis 1400. Dieses Bodendenkmal wurde von Poul Nørlund 1921 im Rahmen einer archäologischen Expedition untersucht.
Viele Personen wurden auf dem Friedhof von Herjolfsnæs in ihrer abgetragenen Alltagskleidung beigesetzt, die im kalten Boden nicht verrottete. Das Ensemble umfasst 30 Tuniken, 17 Gugel, 5 Hüte und 6 Strümpfe. Ihr Aussehen entspricht den Kleidungsstücken, die auf zeitgenössischen europäischen Illustrationen zu sehen sind; von diesen unterscheiden sie sich dadurch, dass sie alle aus grönländischer Schafwolle gewebt wurden.

## Farbigkeit
Durch die Konservierung im Boden haben alle Textilien heute eine bräunliche Farbe. Untersuchungen haben aber ergeben, dass mit weißer, brauner und schwarzer Wolle Muster und Kontrastwirkungen erzielt wurden. Auch gibt es Hinweise auf die Verwendung pflanzlicher Farbstoffe, z. B. eine Kindertunika aus weißer Wolle, zu der eine mauve Kappe getragen wurde. Als Farbstoff diente eine grönländische Flechte. Auch Spuren von roter und blauer Farbe wurden gefunden.

## Die Tuniken (Kittel)
Das wichtigste Kleidungsstück der Erwachsenen waren knielange, für Männer und Frauen fast gleich aussehende Kittel. Durch eingearbeitete Zwickel ließ sich ein besserer Sitz dieses Kleidungsstücks erreichen. Unter dem Kittel trugen Männer wie Frauen lange Strümpfe, die oben an einem Gürtelband befestigt werden konnten.

## Die Gugel
Das Kostüm wurde vervollständigt durch die sogenannte Gugel, die Kopf, Hals und Schultern bedeckte und in einer langen Spitze auslief, welche zusätzlich wie ein Schal um den Hals gewickelt werden konnte als Schutz vor schlechtem Wetter.

## Weitere Funde
Einige Personen wurden mit hölzernen Memorialkreuzen beigesetzt, die sie in der Hand hielten oder die auf ihre Brust bzw. auf den Sargdeckel gelegt worden waren.